# Primăvară

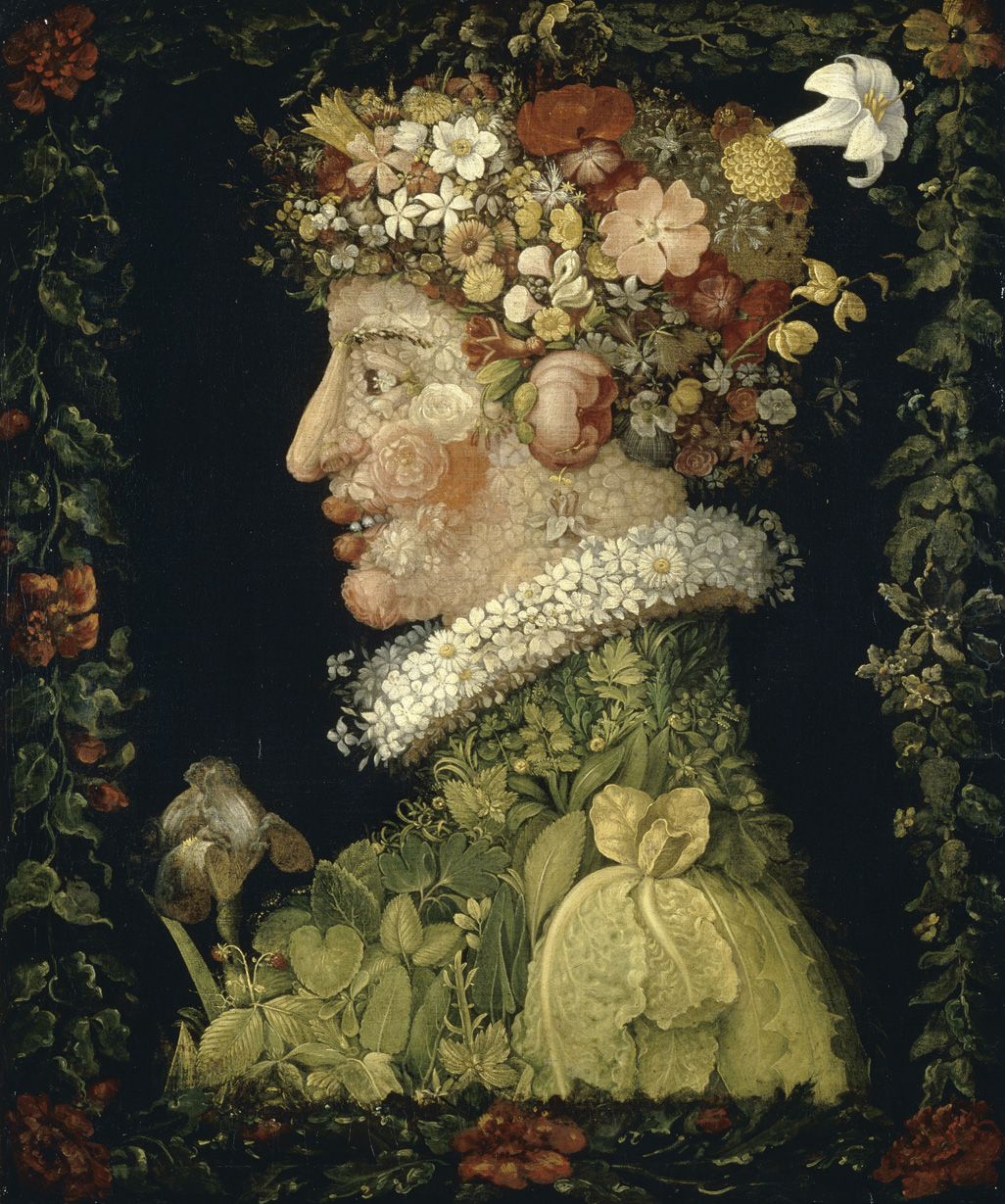
Primăvara în viziunea lui Giuseppe Arcimboldo, 1573.

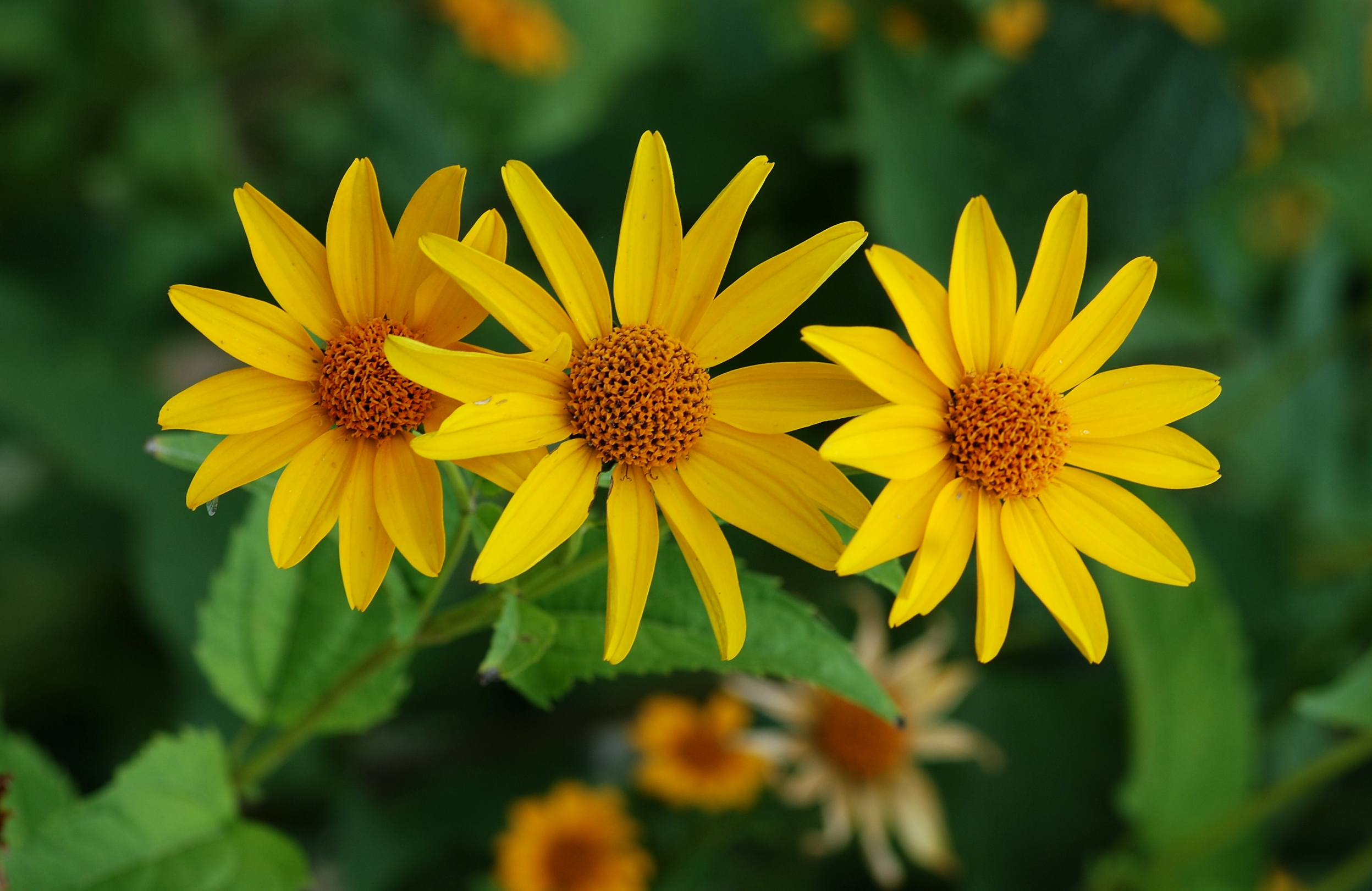
Obiceiul argentinian de a oferi flori galbene în ziua începutului primăverii ca simbol al bucuriei, energiei și optimismului s-a răspândit în multe țări.

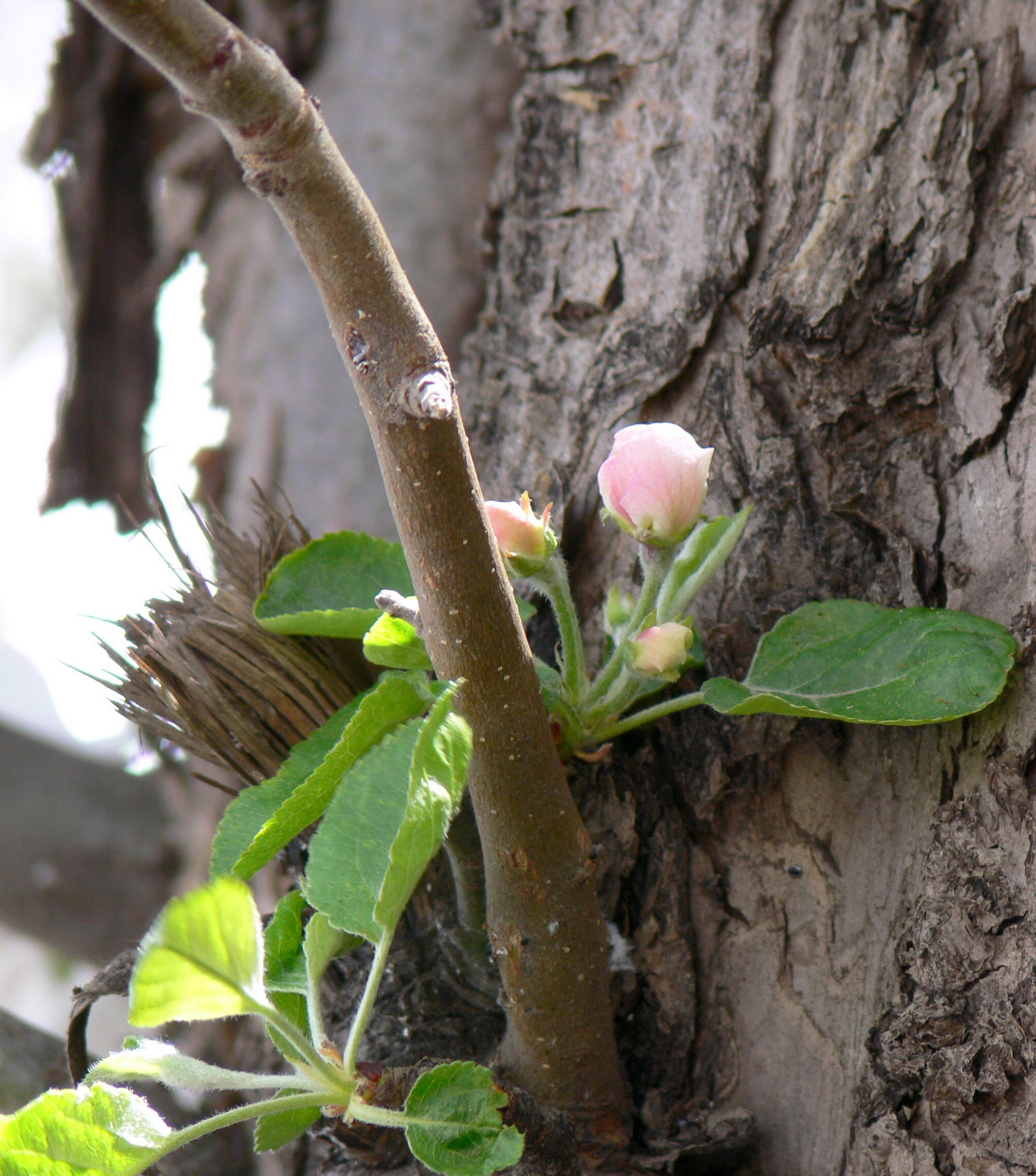
Primăvară la 2.100 m altitudine și paralela 35° 11′ 56.98″ grade latitudine nordică -- măr înflorit, 5 mai 2006, Flagstaff, Arizona.

Primăvara  este unul din cele patru anotimpuri ale zonei temperate, marcând tranziția de la iarnă spre vară. Din punct de vedere astronomic, marcarea începutului primăverii este, de cele mai multe ori, legată de echivalența dintre durata temporală zilei și a nopții, timp al anului numit echinocțiu în astronomie. Astfel, în emisfera nordică, echinocțiul de primăvară este datat astronomic în jur de 21 martie al fiecărui an, în timp ce în emisfera sudică, același echinocțiu este în jurul datei de 23 septembrie. Simultan cu existența unui echinocțiu într-una din cele două emisfere ale Terrei, echinocțiul "opus" marchează cealaltă emisferă.
Similar, terminarea primăverii și începutul verii astronomice este considerată a fi în jurul datei când ziua devine maximă, iar noaptea minimă, timp al anului numit solstițiu de vară. Astfel, în emisfera nordică, solstițiul de vară este datat în jurul datei de 21 iunie, respectiv în emisfera sudică, același solstițiu este plasat temporal în jurul datei de 21 decembrie. Similar cu „antinomia” echinocțiilor de la începutul primăverii, simultan cu existența unui solstițiu într-una din cele două emisfere ale Terrei, echinocțiul „opus” marchează cealaltă emisferă.
În realitate, datorită condițiilor specifice geografice și climatice ale diferitelor locuri care aparțin zonelor temperate, există foarte multe criterii care trebuie considerate pentru     a marca anotimpul primăvară. Aceste diferențieri specifice au marcat profund viața oamenilor din diferite zone ale planetei din punct de vedere agricultural, existențial, filozofic și cultural. Întotdeauna, primăvara și echivalentul său conceptual, filozofic și ideatic au însemnat dezghețul, topirea, trezirea la viață, reînnoirea și renașterea naturii, vieții și a societății. 